# Scopifera jalapensis
Scopifera jalapensis är en fjärilsart som beskrevs av George Francis Hampson. Scopifera jalapensis ingår i släktet Scopifera och familjen nattflyn. Inga underarter finns listade.